# Tanystylum dohrnii
Tanystylum dohrnii är en havsspindelart som beskrevs av Schimkewitsch, W. 1887. Tanystylum dohrnii ingår i släktet Tanystylum och familjen Ammotheidae. Inga underarter finns listade i Catalogue of Life.